# Trosečníci z Vlaštovky
Trosečníci z Vlaštovky (1931, Swallowdale) je román anglického spisovatele Arthura Ransoma. Kniha, jejíž doslovně přeložený název zní Údolí Vlaštovky, je druhým dílem autorova románového cyklu o prázdninových dobrodružstvích dvou dětských sourozeneckých skupin, které se nazývají Vlaštovky (John, Zuzana, Titty, a Roger Walkerovi) a Amazonky (Nancy a Peggy Blackettovy).
Příběh se opět odehrává u jezera v tzv. Jezerní oblasti (Lake District) v severozápadní Anglii (jezero v knihách je složeno ze skutečných reálií kolem jezer Windermere a Coniston) a začíná ztroskotáním plachetnice Vlaštovek. Navíc Amazonky nemohou tábořit na ostrově Divokých koček, protože na návštěvu přijela staromódní prateta, a tak místo dobrodružných pirátských výprav musí být nastrojené ve svátečních šatech.
Protože Vlaštovky přišly o loď, odehrávají se další dobrodružství na souši, z nichž nejzajímavější je zdolání hory „Kančenžangy“ (což je Old Man of Coniston vysoký 803 metrů). Kromě pirátského kapitána Flinta (strýc Amazonek Jim neboli James Turner) se zde objevuje malá Bridget Walkerová, která je povýšena do hodnosti lodního mazlíčka, a také tajemná postava, o jejíž existenci lze pochybovat. Je to vysloužilý námořník Petr Kachna, věrný strážce tábora v údolí Vlaštovky, kterého si jako vlastní literární postavu vymyslela Titty.

## Česká vydání
- Trosečníci z Vlaštovky, Josef Hokr, Praha 1934, přeložila Z. Horáková,
- Trosečníci z Vlaštovky, SNDK, Praha 1960, přeložila Zora Wolfová, znovu Albatros, Praha 1972 a 1988, Toužimský a Moravec, Praha 2002 a znovu Albatros, Praha 2015.